# Mai 1796

## Événements
- Combat du Bourgneuf.
- Mai et juin : bataille de Maison-neuve.

- 1er mai : en République batave, les directeurs abandonnent l’administration de la Compagnie néerlandaise des Indes orientales à un « Comité pour les affaires orientales » nommés par le gouvernement[1].

- 7 au 9 mai : bataille de Fombio.

- 10 mai :
  - France : arrestation des dirigeants de la Conjuration des Égaux (Babeuf, Buonarroti, Darthé, Maréchal).
  - Victorieux à la bataille du pont de Lodi, Bonaparte s’empare de Milan le 15 mai[2]. La population accueille les Français avec enthousiasme. Menacés, les Bourbons de Parme et de Modène déclarent leur neutralité.
  - Prise de Derbent par les Russes[3].

- 11 - 16 mai : le Directoire charge Berthollet et Gaspard Monge d'aller visiter et recueillir dans les pays conquis en Italie des monuments d'art et de science[4].

- 14 mai : le médecin anglais Edward Jenner réalise la première vaccination sur un enfant avec du pus de variole des vaches ou vaccine, qui l'immunise contre la variole, injecté trois mois plus tard[5].

- 15 mai :
  - traité de Paris, la maison de Savoie cèdent le duché de Savoie, le comté de Nice, Trente et Breuil à la France[6].
  - Bataille du Val de Préaux.

- 19 mai : bataille de Valennes.

- 21 mai :
  - Rupture de l'armistice sur le Rhin. Les offensives de Jourdan et Moreau, stoppées en mai, se développent[7] : Moreau marche vers Munich tandis que Jourdan passe le Rhin à Cologne, s’empare de Francfort (17 juillet[7]) et entre en Bohême (août 1796).
  - Combat de Toucheneau.

- 25 mai - 29 juin : élections générales au Royaume-Uni[8].

- 30 mai : bataille de Borghetto ; l’offensive française en Italie est bloquée par la résistance de Mantoue[9].

- 31 mai : le traité de New York, (connu également sous l'appellation de « Traité avec les Sept Nations[10]du Canada » est signé, entre les chefs des peuples premiers d'Amérique, dont les Sept Nations du Canada et une délégation des États-Unis, conduite par Abraham Ogden[11].

## Naissances
- 29 mai : Philippe Coppyn, homme politique belge francophone libéral (mort le 1er février 1874).

## Décès
- 1er mai : Alexandre Guy Pingré (né en 1711), astronome et géographe naval français.